# Gérard Hilpipre
Gérard Hilpipre (né le 4 juillet 1959 à La Broque, dans le Bas-Rhin) est un compositeur français de musique contemporaine.

## Biographie
Gérard Hilpipre naît dans une famille dans laquelle la musique tient une place importante. Très jeune, il se découvre un goût pour la composition, qu'il développe d'abord en autodidacte puis, à partir de 1977 (date où il intègre l'École Normale d'Instituteurs de Strasbourg) en prenant des cours privés d'harmonie et d'écriture avec Jean Wales, professeur au conservatoire de Strasbourg. En 1980 a lieu la rencontre avec le compositeur et chef d'orchestre Détlef Kieffer, qui fait jouer les premières œuvres de Gérard Hilpipre, d'abord par sa classe de musique de chambre au Conservatoire, puis par son ensemble instrumental Studio 111. Parallèlement à sa carrière d'enseignant et ses activités de critique dans la presse strasbourgeoise, Gérard Hilpipre affine son langage musical propre, combinant libre atonalité, goût des couleurs sonores et désir d'expression. Sa musique a trouvé des interprètes comme les organistes Pascal Reber ou Yannick Merlin, les pianistes Alain Carnesecca ou François Killian, les violoncellistes Jean Deplace, Adrian Belenesi ou Alexander Hülshoff, le cymbaliste Cyril Dupuy ou le Quatuor Florestan.
En 1986 la Johann-Wolfgang von Goethe – Stiftung de Bâle lui accorde la bourse Robert-Minder. En 1987 le conservatoire de Strasbourg lui commande une œuvre pour le concert inaugural de son orchestre d'harmonie, nouvellement créé.
Dans les années 1980, Gérard Hilpipre rend visite à plusieurs reprises à Henri Dutilleux, qu'il admire profondément, et qui l'encourage dans sa vocation.
En 2002 l'Université Marc-Bloch lui commande une œuvre pour célébrer le 130e anniversaire de la fondation de l'Institut d'Égyptologie de Strasbourg. En 2006 c'est le 2e Rassemblement des Églises de la Regio TriRhena qui lui commande son oratorio De nouveaux cieux, une terre nouvelle.
Les œuvres de Gérard Hilpipre sont publiées par les Éditions Delatour-France.

## Œuvres
(entre parenthèses, date et interprètes de la première exécution publique)
- Trois Chants pour soprano, clarinette, violon, violoncelle et piano (1981, Marie-Claude Vallin et le Studio 111 de Strasbourg)
- Threnos pour violoncelle seul (1986, Adrian Belenesi)
- Erebus, pour orchestre d'instruments à vent (1987, Orchestre d'harmonie du CNR de Strasbourg, direction Détlef Kieffer)
- Symphonie de chambre (1988, Studio 111)
- Trois Sonnets de William Shakespeare pour baryton et orchestre (1989, Jean-Louis Weber et Orchestre Symphonique du CNR de Strasbourg)
- Sonate pour violoncelle seul (1990, Bruno Seckler)
- « Calme, grandeur, soleil... » pour orchestre d'instruments à vent (1991, Orchestre d'harmonie du CNR de Strasbourg)
- Triptyque pour orgue (1991, Pascal Reber)
- Sonate pour violoncelle et piano (1992, Jean Deplace et Andrée Plaine)
- Mondes, pour orgue (1992, Pascal Reber)
- Fragments de l'Apocalypse pour grand orchestre d'instruments à vent (1994, Philharmonie de Nantes, direction Frédéric Oster)
- Winter Music pour piano (1994, François Killian)
- Les Visions d'Ezechiel, pour orgue (1995, Pascal Reber)
- Concerto pour violoncelle et orchestre de bois, cuivres et percussions (1996, Jean Deplace et Orchestre d'harmonie du CNR de Strasbourg)
- Quatuor à cordes n° 1 (1996, Quatuor Florestan[7])
- Rilke-Lieder pour soprano et orchestre à cordes (1998, Aniella Zins et Ensemble du Nouveau Siècle, direction Elvio Cipollone[8])
- « Trümmer von Sternen... » pour récitant et piano (1998, Détlef Kieffer et Géraldine Maujean, à l'Opéra de Strasbourg)
- « ...poursuite du vent... » pour récitant et violoncelle (1999, Détlef Kieffer et Robin Dupuy[9])
- Echos pour hautbois seul (1999, Pierre Hoppé)
- Quatuor à cordes n° 2 (2000, Quatuor Verlaine)
- Gloria (extrait des Trois Chants Sacrés) (2000, Maîtrise de Notre-Dame de Paris, direction Nicole Corti)
- « Vox clamantis in deserto » pour alto et orchestre à cordes (2001, Orchestre de chambre du CNR de Strasbourg, direction Étienne Bardon)
- Hymnes Égyptiens pour double chœur a cappella (2002, Grand chœur du CNR de Strasbourg, direction Catherine Bolzinger)
- Sinfonia Cosmogonica pour grand orchestre de bois, cuivres et percussions (2003, Orchestre d'harmonie du CNR de Strasbourg, direction Détlef Kieffer)
- Cinq Bagatelles pour cymbalum (2004, Cyril Dupuy au Festival de Budapest)
- Trio pour violon, violoncelle et piano (2005, Trio Coriolan[10])
- « De nouveaux cieux, une terre nouvelle », oratorio pour 2 récitants, solistes, chœur d'enfants, chœur mixte, orgue et orchestre sur un livret de Pierre Prigent d'après Apocalypse XXI (2007, direction Claire Decaux)
- « ...de grands espaces, purs et lumineux... » pour trompette et orgue (2008, Jean-Jacques Metz et Yannick Merlin)
- Deux Poèmes de Rainer-Maria Rilke pour soprano et quatuor à cordes (2010, Anneke Luyten et Quatuor Florestan, à l'Opéra de Strasbourg)
- Symphonie pour orgue (2010, Pascal Reber à la Cathédrale de Saint-Dié-des-Vosges)
- Quatuor à cordes n° 3 (2011, Quatuor Florestan)
- « Am Anfang... », cantate d'après le récit de la Genèse pour voix de basse, chœur mixte et orgue (2012, Ensemble vocal "Le Motet", direction Claire Decaux, Pascal Reber, orgue, Jean-Bernard Arbeit, basse)
- Chemin de Croix pour orgue (2012, Yannick Merlin)
- Deuxième Symphonie pour orgue (2015, Pascal Reber), conçue en hommage à Albert Schweitzer
- « Pays du soir », cycle pour voix et piano sur des poèmes de Pär Lagerkvist (2016, Paul Gaugler et Clara Ponthieu)
- Sinfonia Sacra pour choeur, orgue et percussions (2017, ensemble L'Arrach'Choeur, Lidia Ksiazkiewicz, Baka Trio, direction : Pierre Hoppé)
- Fantasia Aureliana pour orgue (2018, commande de Jérôme Mondésert pour célébrer les 300 ans de l'orgue André Silbermann de l'église Sainte-Aurélie de Strasbourg)
- Musikalische Exequien pour chœur de chambre et orgue (2019, Ensemble vocal Hortus Musicalis)
- Symphonie de chambre (nouvelle version révisée, 2019, Ensemble de l' Ill)
- Quatuor à cordes n°4 (2019, Quatuor Florestan)
- Psaume 36 pour chœur et orgue (2023, Ensemble vocal Bucer 23 ; direction Daniel Leininger)
- Ricercar sur le Psaume 86, pour orgue (2023, Martin Foisset)
- "Über allen Gipfeln ist Ruh" pour violoncelle seul (2023, Lisa Erbès)
- "Trois Poèmes de Li Po" pour soprano et orchestre de chambre (2024, Claire Trouilloud et Le Bateau Ivre)